# 荒木誠
荒木 誠（あらき まこと、1968年9月15日 - ）は、日本の俳優。現在はケイエムシネマ企画に所属。

## 来歴
高知県四万十市生まれ。ケイエムシネマ企画所属。
俳優として様々な映画、ドラマ、CM等で活躍している。
2016年、高知県観光特使に就任。

## 出演

### テレビドラマ
- DORAMA DOS（関西テレビ）
- TV-DOS-T（関西テレビ）
- 熱中家族（TBS）
- 三姉妹熱血ジャンケン宣言（NTV）
- 土曜ワイド劇場「小錦ヤエ子2」
- 世にも奇妙な事件簿（CX）
- ジェリーインメリーゴーランド（TX）
- 金曜エンタテイメント「お局探偵亜木子&みどりの旅情事件帳2」
- 恋の神様
- 史上最悪のデート
- 眠れぬ夜を抱いて
- ぼくの魔法使い
- LOVE and GO!
- 永遠の恋物語〜坂本九・柏木由紀子〜
- クライマーズ・ハイ
- 月曜ゴールデン「税務調査官・窓際太郎の事件簿14」
- 相棒5元旦SP
- 韓国ドラマ「雨のち晴れ」
- 月曜ゴールデン「警視庁南平班〜七人の刑事〜」
- アンタッチャブル
- 相棒season9
- 南極大陸
- ランナウェイ〜愛する君のために
- 遅咲きのヒマワリ〜ボクの人生、リニューアル〜
- 相棒12
- 金曜ドラマ「家族の裏事情」
- 金曜プレステージ「おばさん弁護士 町田珠子」
- おんな城主 直虎（NHK）
- 刑事7人（2018年） - 栗原直樹
- 監察医 朝顔 第2シリーズ 第18話（2021年3月15日、フジテレビ）
- インビジブル 第7話（2022年5月27日、TBS）
- 勝利の法廷式 第2話（2023年4月20日、読売テレビ・日本テレビ）
- アンチヒーロー 第2話（2024年4月21日、TBS）[2]
- アンサンブル 第1話 （2025年1月18日、日本テレビ） - 裁判官 役
- 魔物（마물） 最終話（2025年6月13日、テレビ朝日） - 裁判長 役[3]
- 僕達はまだその星の校則を知らない 第6話（2025年8月18日、関西テレビ・フジテレビ） - 教頭 役[4]

### 映画
- この世の外へ
- ローレライ
- 忍（SHIOBI
- ノロイ
- ぐるりのこと。
- ヒートアイランド
- おくりびと
- アキレスと亀
- キラーヴァージンロード
- アントキノイノチ
- あらうんど四万十 ―カールニカーラン―
- ゴジラ-1.0

### WOWOW
- アウトリミット

### CF
- NTTドコモ
- 花王
- ほか多数

### ビデオ映画
- 「極楽とんぼ」
- 「制服白書17才」
- 「錬金の帝王2」
- 「TENMA」

### 舞台
- 「焼け跡の女侠」（劇団夜想会）
- 「DANCING ROBOT」（劇団サムシング）
- 「銀幕に抱かれて 〜蒲田行進曲より」（池袋・芸術劇場小ホール2）
- 「常陸坊海尊」（演出：蜷川幸雄、世田谷パブリックシアター）
- 「誰かが私を愛してる」（劇団OPA シアターV赤坂)

### イベント
- 「わくわくナイスフェア」 サンウェーブブース
- トヨタ「ラウム」 ライブプレゼンテーション

### ゲームソフト
- PS「東京シャドウ」

### インフォマーシャル
- Honda「ステップワゴン 海筋肉王SP」

### 方言指導
- 映画「毎日かあさん」
- 映画「君、踊る夏」
- CX「遅咲きのヒマワリ〜ボクの人生、リニューアル〜」